# ムーンウォーカー (映画)
ムーンウォーカー（Moonwalker）は、マイケル・ジャクソン主演・原案・製作総指揮のミュージカル映画。
Bad World Tourのライブ映像やドラマパートで構成される。
使用楽曲は「Smooth Criminal、「Leave Me Alone」、「Speed Demon」などアルバム『Bad』に収録されるものが中心。
日本、ヨーロッパ、オーストラリア等で劇場公開されたが、本国アメリカでは予算の問題のため劇場公開されず、1989年にビデオ・ソフトとしてリリースされ、グラミー賞の最優秀長編ミュージック・ビデオ部門にノミネートされた。
2009年11月7日より、日本全国（64館程度）で、デジタル上映にて再ロードショー公開された。

## 内容
前半はマイケル・ジャクソンのミュージックビデオやライヴパフォーマンスの映像。後半はジャクソンが子供たちを麻薬漬けにしようと企むフランキー・リデオ（現表記ではミスター・ビッグ）から子供たちを救うために戦うミュージカルになっている。
この作品のなかで「Speed Demon」、「Leave Me Alone」、「Smooth Criminal」、「Come Together」のショートフィルムと「Man In The Mirror」のライブ映像が登場する。

## 出演
- マイケル - マイケル・ジャクソン
- フランキー・リデオ（現表記ではミスター・ビッグ） - ジョー・ペシ
- ショーン - ショーン・レノン
- ジーク - ブランドン・アダムス
- ケイティ - ケリー・パーカー

## 映像ソフト
ビデオソフトは、アメリカで1989年1月10日にVHSでリリースされた。その後、2005年以降、何度かDVDでリリースされ続けている。また、2010年6月2日に初回生産限定でBlu-ray Discで初リリースされた。初回生産限定特典で16ページのフォトブックレットが封入されている。6月25日には、Tシャツ付きBOXもリリースされる。

## 地上波での放送
1989年7月28日に日本テレビ系『金曜ロードショー』で放送された。この際、キー局のプライムタイムに放送される洋画としては、異例の日本語字幕版の放送となった。